# Charles-Augustin de Coulomb
Charles-Augustin de Coulomb (francés: /ʃaʁl ogystɛ̃ də kulɔ̃/; Angulema, 14 de junio de 1736-París, 23 de agosto de 1806) fue un matemático, físico e ingeniero francés. Se le recuerda por haber descrito de manera matemática la ley de atracción entre cargas eléctricas. En su honor, la unidad de carga eléctrica lleva el nombre de culombio (C). Entre otros estudios se le debe la teoría de la torsión recta y un análisis del fallo del terreno dentro de la mecánica de suelos.

## Biografía
Charles Coulomb nació el 14 de junio de 1736, en Angulema, Francia. Fue educado en la École du Génie en Mézieres y se graduó en noviembre de 1761 como ingeniero militar con el grado de teniente primero. Coulomb sirvió en las Indias Occidentales durante nueve años, donde supervisó la construcción de fortificaciones en la Martinica. En 1774, Coulomb se convirtió en un corresponsal de la Academia de Ciencias de París. Compartió el primer premio de la Academia sobre las brújulas magnéticas y recibió también el primer premio por su trabajo clásico acerca de la fricción, un estudio que no fue superado durante 150 años.
Durante los siguientes 25 años, presentó 25 artículos a la Academia sobre electricidad, magnetismo, torsión y aplicaciones de la balanza de torsión, así como varios cientos de informes sobre ingeniería y proyectos civiles.
Coulomb aprovechó plenamente los diferentes puestos que tuvo durante su vida. Su experiencia como ingeniero lo llevó a investigar la resistencia de materiales y a determinar las fuerzas que afectan a objetos sobre vigas, contribuyendo de esa manera al campo de la mecánica estructural. En 1773, publicó un ensayo sobre una aplicación de las reglas máximas y mínimas a algunos problemas de estática, relacionados con la arquitectura, donde hizo uso de la herramienta avanzada del cálculo de variaciones para estudiar la flexión de las vigas, el empuje de la tierra en los muros de contención y el equilibrio de la bóveda en albañilería. En este escrito definió la ley de la fricción y realizó la primera formalización del concepto de tensión cortante, además de introducir el posteriormente denominado método de Coulomb para la evaluación de la resistencia de materiales. El trabajo fue presentado en la Academia de Ciencias de Francia por su antiguo profesor Bossut, el 6 de julio de 1774.
Otro aporte de Coulomb es la llamada Teoría de Coulomb acerca de la presión de tierras, publicada en 1776, en la que dio un enfoque diferente del problema de empujes sobre muros, considerando las cuñas de falla, en las que actúa el muro, y teniendo en cuenta el ángulo de inclinación del muro y del suelo sobre el muro de contención. Coulomb dejó un legado como un pionero en el campo de la ingeniería geotécnica por sus contribuciones en el diseño de estos muros.
También hizo aportaciones en el campo de la ergonomía.
El 26 de febrero de 1790 nació su primogénito, Charles-Augustin. Siete años más tarde, el 30 de julio de 1797, tuvo su segundo hijo, Henry-Louis. Finalmente, el 8 de noviembre de 1802, se unió en matrimonio con Louise Françoise LeProust Desormeaux, la madre de ambos.
Coulomb murió en 1806, cinco años después de convertirse en presidente del Instituto de Francia (antiguamente la Academia de Ciencias de París). Su investigación sobre la electricidad y el magnetismo permitió que esta área de la física saliera de la filosofía natural tradicional y se convirtiera en una ciencia exacta. La historia lo reconoce con excelencia por su trabajo matemático sobre la electricidad conocido como la Ley de Coulomb.

## Realizaciones

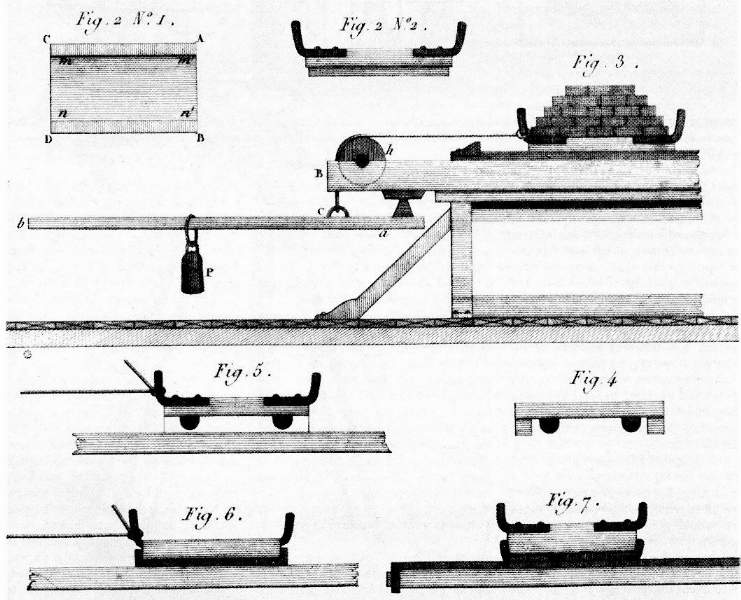
Aparato utilizado por Coulomb para la medida de fuerzas de rozamiento.

Fue el primer científico en establecer las leyes cuantitativas de la electrostática, además de realizar numerosas investigaciones acerca de magnetismo, fricción y electricidad. Sus investigaciones científicas están recogidas en siete memorias, en las que expone teóricamente los fundamentos del magnetismo y de la electrostática.
En 1777 inventó la balanza de torsión para medir la fuerza de atracción o repulsión que ejercen entre sí dos cargas eléctricas y estableció la función que liga esta fuerza con la distancia. Con este invento, culminado en 1785, Coulomb pudo establecer el principio, que rige la interacción entre las cargas eléctricas, actualmente conocido como ley de Coulomb: {\displaystyle F=k{\frac {qq'}{d^{2}}}}.
También estudió la electrización por frotamiento, la polarización e introdujo el concepto de momento magnético. El culombio o coulomb (símbolo C), es la unidad derivada del Sistema Internacional de Unidades para la medida de la magnitud física de cantidad de electricidad (carga eléctrica), nombrada en su honor.

## Obras
- Théorie des machines simples (París: Bachilier, 1821)
- «Mémoires». Collection de mémoires relatifs à la physique (París: Gauthier-Villars, 1884)
- Recherches sur les moyens d'exécuter sous l'eau toutes sortes de travaux (1779)

## Reconocimientos
- La unidad de carga eléctrica, el culombio, lleva su nombre.
- Es uno de los 72 científicos cuyo nombre figura inscrito en la Torre Eiffel.
- El cráter lunar Coulomb fue nombrado en su honor.

## Véase también

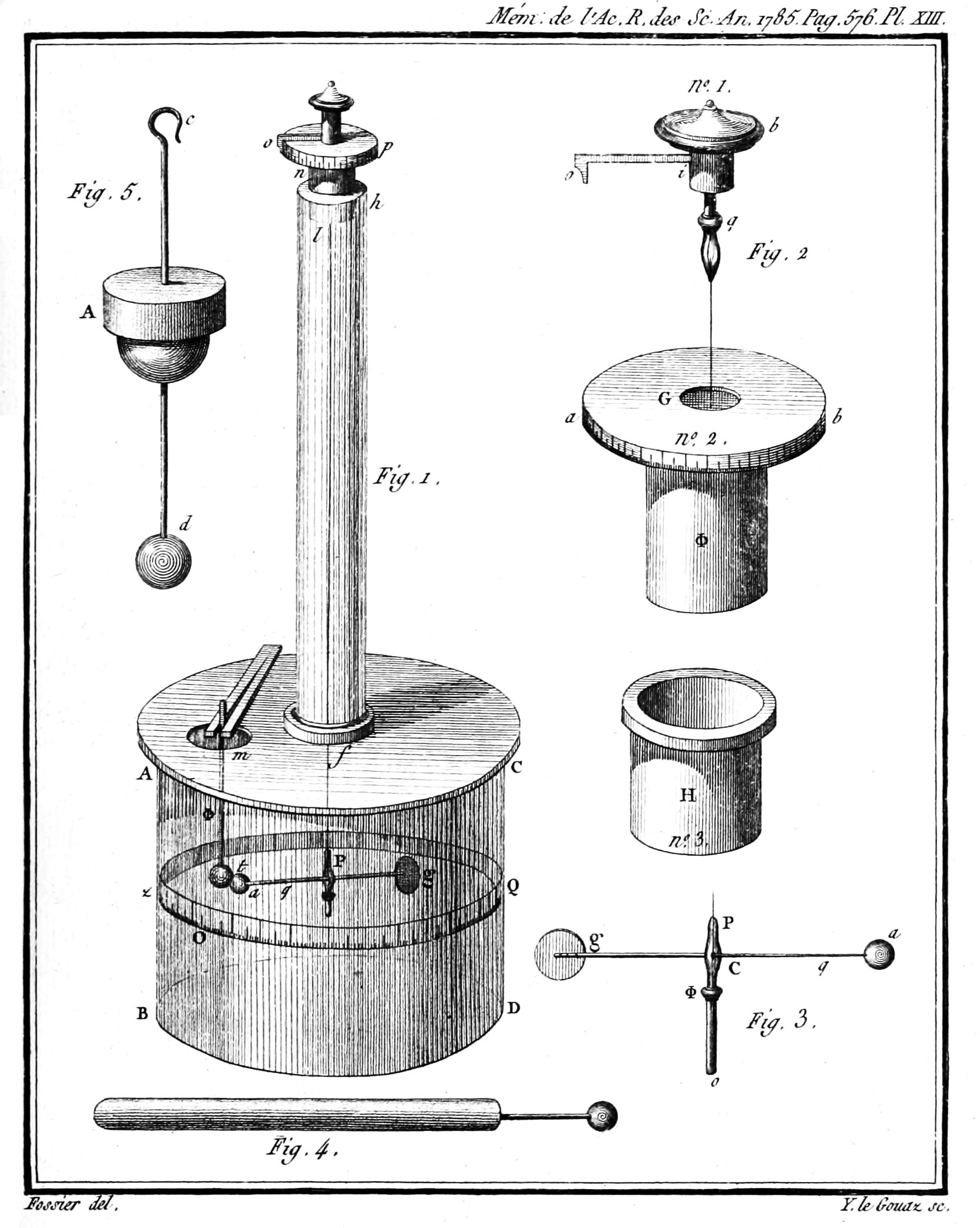
La balanza de torsión de Coulomb (grabado de las Mémoires de l'Académie des Sciences), 1784).